# Gens Valeria
La gens Valeria fue una familia patricia de la Antigua Roma, la cual, más tarde incluyó cierto número de ramas plebeyas. La gens Valeria fue una de las más antiguas y celebradas de Roma; ninguna otra gens romana fue distinguida por tanto tiempo, aunque algunas, como la gens Cornelia, produjeron un número mayor de hombres ilustres. Publio Valerio Publícola jugó una parte señalada en la historia de la expulsión de los reyes romanos y fue elegido cónsul en el primer año de la República, 509 a. C. Desde ese tiempo en adelante, hasta el periodo más tardío del Imperio, durante casi mil años, el nombre Valerio aparece con más o menos frecuencia en los Fasti y fue llevado por los emperadores Maximino Daya, Maximiano, Majencio, Diocleciano, Constancio I, Constantino I el Grande, y otros.
La gens Valeria disfrutó de privilegios y honores extraordinarios en Roma. Su casa, a los pies del Velia, era la única en Roma a la que se permitió que sus puertas se abrieran directamente a la calle. En el Circo Máximo, se dispuso aparte un lugar visible para ellos donde se levantó un pequeño trono, un honor del cual no había otro ejemplo entre los romanos. También se les permitió enterrar a sus muertos dentro de las murallas, un privilegio también concedido a algunas otras gentes; y cuando cambiaron la vieja costumbre del enterramiento por la de cremación del cadáver, aunque no encendieran la pira funeraria en su necrópolis, el féretro se puso allí, como manera simbólica de preservar su derecho.
Niebuhr, que menciona estas distinciones, conjetura que entre los cambios graduales de la constitución desde la monarquía a la aristocracia, la gens Valeria poseyó por un tiempo el derecho de que uno de sus miembros podría ejercer el poder real en la Tities, tribu a la que deben haber pertenecido los Valerios, como indica su origen sabino; pero en este punto, como muchos otros en la historia romana temprana, es imposible llegar a cualquier certeza. Para los Valerios en los primeros tiempos fue siempre lo más importante defender los derechos de los plebeyos y las leyes que propusieron en varias ocasiones fueron las grandes cartas de las libertades del segundo orden.
Junto con otras gentes, las ramas patricias de los Valerios formaban un grupo aristocrático dentro del patriciado llamado gentes maiores.

## Origen
Según la tradición, los Valerios eran de ascendencia sabina y habían llegado a Roma con Tito Tacio, poco después de la fundación de la ciudad. Sin embargo, su nomen, Valerio, es un apellido patronímico derivado del praenomen latino Volesus o Volusus, que a su vez deriva de valere, ser fuerte.Se dice que Volesus, o Volesus Valerius, el antepasado epónimo de la gens, fue un poderoso guerrero del séquito del rey Sabino. Varias generaciones más tarde, otro Volesus Valerius fue el padre de Publius, Marcus y Manius, tres hermanos de los que descendían las ramas más antiguas de la familia.

## Praenomina
El primero de los Valerios conocidos en la historia llevaba el praenomen Voleso. Otros praenomina favoritos de los primeros Valerios incluían Publio, Marco, Manio y Lucio. También emplearon Cayo como se puede ver en los aristócratas Cayo Valerio Flaco, cónsul en el año 93 a. C., y Cayo Valerio Levino, cónsul en el año 176 a. C.

## Ramas ycognomina
La gens Valeria estaba dividida en varias familias bajo la República, alguno de cuyos nombres son Corvo o Corvino, Faltón, Flaco, Levino, Máximo, Mesala, Potito, Publícola, Tapón, Triario y Voluso. Además de éstos, nos encontramos con otros cognomina de los Valerios bajo la República, los cuales son mayoritariamente nombres de libertos o clientes de la gens Valeria. En las monedas de los Valerios encontramos los cognomina Acísculo, Catulo, Flaco y Barbato. Otros fueron llevados por los Valerio en el periodo imperial.
Los Valerio Publícolas eran descendientes de Publio Valerio, el cónsul de 509 a. C. Sus hermanos, Marco y Manio, llevaron el praenomen de su padre, en la forma Voluso, como apellido. Manio llevó el cognomen adicional de Máximo, el cual pasó a sus descendientes.
Publícola (en latín, Poplicola) significa «el que corteja a la gente», de populus y colo; o sea, «un amigo de la gente». La forma «Poplicola» era la más antigua, aunque en las inscripciones también se encuentra «Poplicula». «Publicola» es la forma más moderna y parece que ha sido la normalmente empleada por los romanos en tiempos más tardíos. La encontramos en los mejores manuscritos de Tito Livio y en el manuscrito palimpsesto de Cicerón De re publica.
Los Valerios Potitos parecen descender de Lucio Valerio, un hijo de Marco Valerio Voluso, sobrino de Publícola. Esta familia, como muchas otras antiguas familias romanas, desaparece en el tiempo de las guerras samnitas; pero el nombre resurgió más tarde en la gens Valeria como praenomen; un Potito Valerio Mesala fue consul suffectus en 29 a. C. La práctica de usar nombres de familias extintas como praenomina fue común en otras gentes; en la gens Cornelia, los Léntulos adoptaron el cognomen extinto Coso como praenomen.
Corvo o Corvino fue un apellido llevado por la familia de los Valerios Máximos. El primero de esta familia que usó el cognomen fue Marco Valerio Corvo durante la guerra contra los galos, en 349 a. C., cuando derrotó a un galo gigante en combate singular con la ayuda de un cuervo. Fue considerado uno de los mayores héroes de la República y fue dos veces dictador, seis veces cónsul y veintiuna veces ocupó la silla curul, viviendo hasta la edad de cien años. Parece haber usado la forma Corvo, aunque a veces algunos escritores le llaman Corvino; sus descendientes invariablemente adoptaron la forma Corvino que es simplemente una forma alargada de Corvo.
El apellido Mesala fue originalmente asumido por Manio Valerio Máximo Corvino Mesala tras liberar Mesina (Sicilia) del bloqueo al que la sometían los cartagineses durante el segundo año de la primera guerra púnica, en 263 a. C. Miembros de esta familia aparecen por primera vez en los Fasti Consulares de 263 a. C. y por última vez en 506 d. C.; y, durante este período de casi ocho siglos, ostentaron veintidós consulados y tres censuras. El cognomen Mesala fue originalmente un agnomen, que significa «de Mesina». Aparece con los agnomina Barbato, Nigro y Rufo.
El cognomen Lactuca, llevado por uno de los Valerios Máximos, significa «lechuga», una de las verduras favoritas de los antiguos romanos. Pertenece a la misma clase de apellidos vegetales que Cicerón, de la gens Tulia, y Estolón, de la gens Licinia. Lactucino, llevado por algunos de sus descendientes, es simplemente una forma del mismo nombre.
El nombre de Valerio Levino aparece por primera vez en los Fasti en 280 a. C. La familia todavía existía en tiempos de Augusto, de Domiciano y de Nerva. Marcial menciona a un Levina.
Catullus parece ser otra ortografía de Catulus, apellido de la gens Lutatia, que hace referencia a un cachorro. Los Valerii Catulli aparecen en el siglo I a. C., empezando por el célebre poeta, y su apellido continuó durante el primer siglo del Imperio. Uno de los Catulli llevaba el apellido adicional de Messalinus, anteriormente asociado con los Valerii Messallae, pero no está claro si los Catulli descendían de los Messallae, o si el apellido entró en la familia en un momento posterior. El emparejamiento de Catullus Messalinus también lo llevaba uno de los Valerii Asiatici, pero de nuevo se desconoce la naturaleza de la relación entre estas familias.
Asiaticus, el apellido de la única familia importante de la gens Valeriana que surgió en época imperial, pertenece a una clase de cognomina típicamente derivada de los lugares de las hazañas militares[33]. En este caso, el origen del nombre no es evidente, aunque podría aludir a alguna conexión con los Cornelii Scipiones; Lucio Cornelio Escipión Asiático era el hermano menor de Escipión "El Africano", y su apellido se transmitió en su familia durante varias generaciones. Los Valerii Asiatici estuvieron estrechamente relacionados con la familia imperial desde la época de Calígula hasta la de Adriano, y ocuparon varios consulados.

### Valeria Imperial
- Cayo Aurelio Valerio Diocleciano, emperador de 284 a 305 d. C.[24][25][26]
- Marco Aurelio Valerio Maximiano, "Herculius", emperador del 286 al 305, del 306 al 308 y del 310 d.C.emperor from AD 286 to 305, 306 to 308, and 310.[27][28][29][30][31][32]
- Cayo Galerio Valerio Maximiano más conocido como Galerio, emperador del 305 al 311 d. C.[33][34][35][36][37][38][39][40][41]
- Galeria Valeria, hija de Diocleciano y segunda esposa de Galerio.[42]
- Galerius Valerius Maximinus Daza, emperador del d. C. 305 hasta el 313 d. C..[43][44][45][46][47]